# Anna Kublikowa
Anna Kublikowa, ros. Анна Кубликова (ur. 2 grudnia 1998 w Kirowie) – rosyjska łyżwiarka figurowa reprezentująca Białoruś, startująca w parach tanecznych z Jurijem Gulickim. Uczestniczka mistrzostw Europy i mistrzostw świata juniorów, mistrzyni Białorusi (2019).

## Osiągnięcia

### Z Jurijem Gulickim
| Zawody                     | 17–18          | 18–19          |                |                |                |                |                |                |                |                |                |                |                |                |                |                |                |
| Międzynarodowe             | Międzynarodowe | Międzynarodowe | Międzynarodowe | Międzynarodowe | Międzynarodowe | Międzynarodowe | Międzynarodowe | Międzynarodowe | Międzynarodowe | Międzynarodowe | Międzynarodowe | Międzynarodowe | Międzynarodowe | Międzynarodowe | Międzynarodowe | Międzynarodowe | Międzynarodowe |
| -------------------------- | -------------- | -------------- | -------------- | -------------- | -------------- | -------------- | -------------- | -------------- | -------------- | -------------- | -------------- | -------------- | -------------- | -------------- | -------------- | -------------- | -------------- |
| Mistrzostwa świata         |                | 22             |                |                |                |                |                |                |                |                |                |                |                |                |                |                |                |
| Mistrzostwa Europy         |                | 18             |                |                |                |                |                |                |                |                |                |                |                |                |                |                |                |
| CS Golden Spin Zagrzeb     | 16             | 11             |                |                |                |                |                |                |                |                |                |                |                |                |                |                |                |
| CS Memoriał Ondreja Nepeli |                | 10             |                |                |                |                |                |                |                |                |                |                |                |                |                |                |                |
| CS Minsk-Arena Ice Star    | 12             |                |                |                |                |                |                |                |                |                |                |                |                |                |                |                |                |
| CS Warsaw Cup              | 11             |                |                |                |                |                |                |                |                |                |                |                |                |                |                |                |                |
| Ice Mall Cup               |                | 7              |                |                |                |                |                |                |                |                |                |                |                |                |                |                |                |
| Mentor Toruń Cup           |                | 4              |                |                |                |                |                |                |                |                |                |                |                |                |                |                |                |
| Minsk-Arena Ice Star       |                | 4              |                |                |                |                |                |                |                |                |                |                |                |                |                |                |                |
| Open d'Andorra             |                | 2              |                |                |                |                |                |                |                |                |                |                |                |                |                |                |                |
| Volvo Open Cup             | 7              |                |                |                |                |                |                |                |                |                |                |                |                |                |                |                |                |
| Krajowe                    |                |                |                |                |                |                |                |                |                |                |                |                |                |                |                |                |                |
| Mistrzostwa Białorusi      | 2              | 1              |                |                |                |                |                |                |                |                |                |                |                |                |                |                |                |